# Tueries du Brabant
Pour les articles homonymes, voir Brabant.

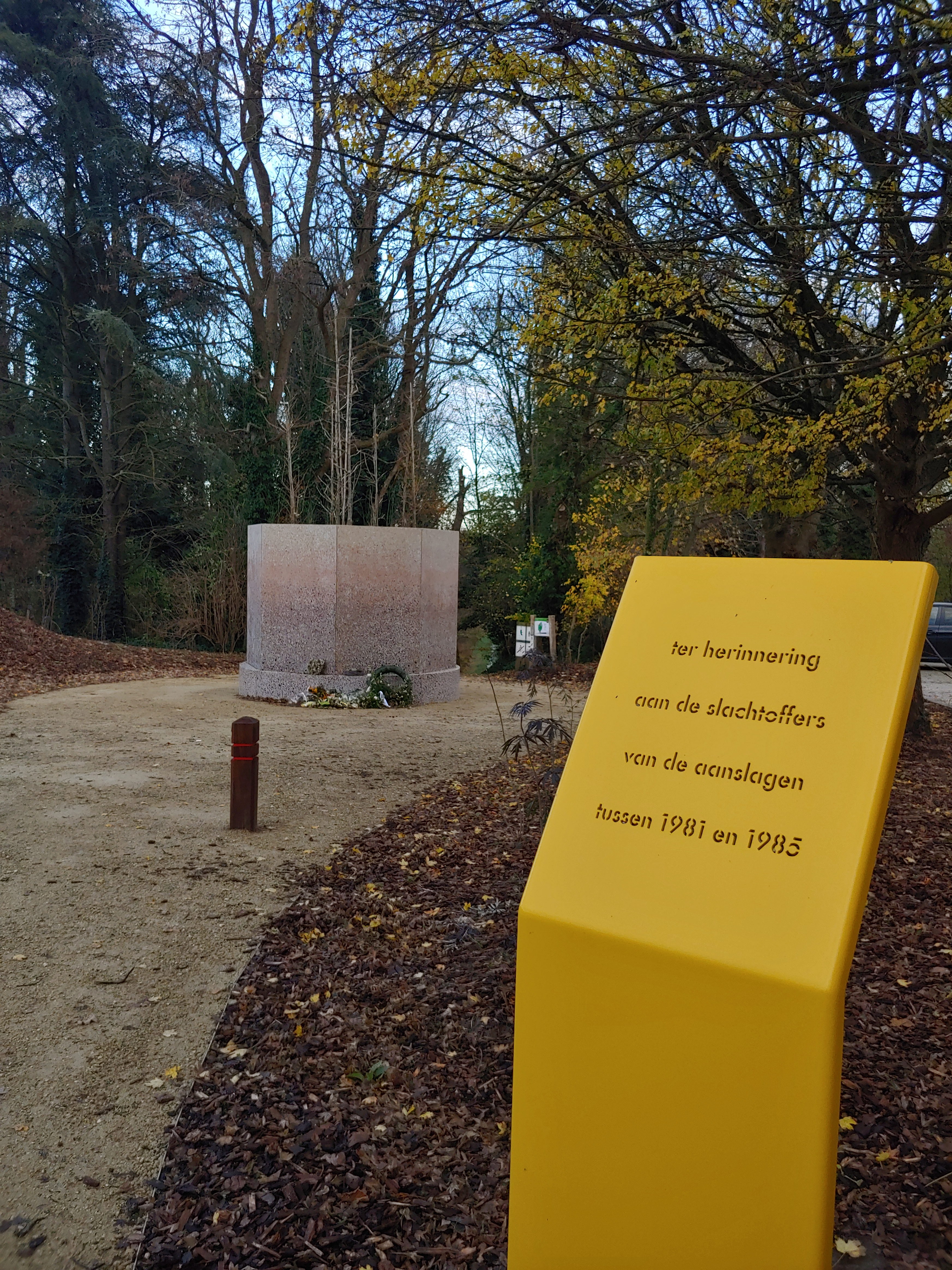
à la mémoire des victimes des attentats de 1981 à 1985, d'Alost.

Les tueries du Brabant désignent une série de crimes et plus spécialement de braquages sanglants qui eurent lieu en Belgique, principalement dans la province de Brabant, de 1982 à 1985 et, plus rarement, en Flandre Orientale, dans le Hainaut, dans le Namurois ainsi qu'en France, à une seule occasion, dans le département du Nord, à Maubeuge.

## Description générale
Les expressions « tueries du Brabant », « tueurs du Brabant », « tueurs fous », « tueurs fous du Brabant », ou encore, en langue néerlandaise, « bende van Nijvel » (« bande de Nivelles »), évoquent, dans le langage courant, un certain nombre d'attaques à main armée. Il s'agit toujours de braquages et, en même temps, d'assassinats sans relation directe avec l'appât du gain, comme l'exécution d'enfants. Au cours de ces actions criminelles, au moins 28 personnes furent tuées ou perdirent la vie des suites de leurs blessures, sans que, jamais, les auteurs ne puissent être identifiés par le pouvoir judiciaire belge. Ces faits se produisirent en deux vagues : une première de 1982 à fin 1983 et une seconde à l'automne 1985, caractérisée par trois attaques particulièrement meurtrières contre des clients et du personnel de supermarchés Delhaize, à l'intérieur et à proximité des bâtiments de ces grands magasins.

## Origine des expressions
La presse belge francophone a rapidement parlé de cette bande comme étant « les tueurs du Brabant » ou aussi les « tueurs fous du Brabant wallon », la majorité de ces faits ayant eu lieu, en Belgique, dans la province de Brabant. La presse belge néerlandophone a généralement opté pour l'appellation « de bende van Nijvel » (la bande de Nivelles), se référant à l'arrondissement administratif et judiciaire de Nivelles qui couvrait toute la partie francophone de la province de Brabant (correspondant depuis 1995 à la province du Brabant wallon) hormis Bruxelles. D'autres faits ont été commis en dehors de la province de Brabant : l'un en France à Maubeuge, les autres, encore en Belgique, dans la partie nord de la province de Brabant de langue flamande (érigée en province de Brabant flamand distincte du Brabant wallon depuis décembre 1994).
Carte des faits attribués aux Tueurs du Brabant
| Dinant Maubeuge Wavre Beersel Mons Genval Uccle Hal Houdeng-Gœgnies Temse Nivelles Ohain Anderlues Braine-l'Alleud Overijse Alost |

## Les affaires criminelles imputées auxtueurs du Brabant
Les indices reliant les affaires entre elles sont les éléments balistiques, les véhicules utilisés, le mode opératoire et la région où les attaques eurent lieu.
Les montants en euros indiqués ci-dessous tiennent compte de l'inflation.

### 1982
1. Armurerie à Dinant, province de Namur, Belgique, 13 mars 1982 : vol d'un fusil[2].
2. Épicerie Piot à Maubeuge, région Nord-Pas-de-Calais, France, 14 août 1982 : 1 policier blessé ; vol de foie gras et bouteilles de vin et champagne[3].
3. Armurerie de Daniel Dekaise à Wavre, province de Brabant, Belgique, 30 septembre 1982 braquée par deux hommes à visage découvert : 1 mort (policier communal alerté par un passant), plusieurs blessés ; vol d'une quinzaine de pistolets, revolvers et pistolets-mitrailleurs[4].
4. Auberge Het Kasteel à Beersel, province de Brabant, Belgique, nuit du 22 au 23 décembre 1982 : 1 mort (concierge de l'auberge) après avoir été torturé ; les tueurs ont pris le temps de manger et boire du champagne sur place[5],[6].

### 1983
1. Meurtre d'un chauffeur de taxi, retrouvé à Mons, province de Hainaut, Belgique, 9 janvier 1983 : 1 mort[7].
2. Supermarché Delhaize à Genval, province de Brabant, Belgique, 11 février 1983 : vol de 692 384 BEF (17 164 €)[8].
3. Supermarché Delhaize à Uccle, province de Brabant, Belgique, 25 février 1983 : 1 blessé ; vol de 600 000 BEF (14 874 €)[9].
4. Supermarché Colruyt à Hal, province de Brabant, Belgique, 3 mars 1983 : 1 mort ; vol de 1 182 115 BEF (29 304 €)[10].
5. Supermarché GB à Houdeng-Gœgnies, 7 mai 1983 : vol de 800 000 BEF (19 831 €)[réf. nécessaire].
6. Usine textile Wittock-Van Landeghem à Tamise, province de Flandre-Orientale, 10 septembre 1983 : 1 mort, 1 blessé ; vol de 7 gilets pare-balles[11].
7. Supermarché Colruyt à Nivelles, province de Brabant, Belgique, 17 septembre 1983 : 3 morts (le gendarme Marcel Morue et le couple Fourez-Dewit), 1 blessé (le gendarme Jean-Marie Lacroix)[12].
8. Restaurant Aux Trois Canards à Ohain, province de Brabant, Belgique, 2 octobre 1983 : 1 mort[13].
9. Supermarché Delhaize à Beersel, province de Brabant, Belgique, 7 octobre 1983 : 1 mort ; vol de 1 200 000 BEF (29 747 €)[14].
10. Bijouterie à Anderlues, province de Hainaut, Belgique, 1er décembre 1983 : 2 morts[15].

### 1985
1. Supermarché Delhaize à Braine-l'Alleud, province de Brabant, Belgique, vendredi 27 septembre 1985 entre 20h00 et 21h00 : 3 morts (Roger Engelbienne, Ghislain Platanne et Bozidar Djuroski senior), 1 blessé (Bozidar Djuroski junior) (de manière erronée, le journal Le Soir citait aussi Bozidar Djuroski junior parmi les personnes tuées)[16] ; vol de 776 000 BEF (19 237 €)[17].
2. Supermarché Delhaize à Overijse, province du Brabant, Belgique, vendredi 27 septembre 1985 entre 20h00 et 21h00 (après les faits de Braine-l'Alleud (selon une majorité de sources (mais pas toutes) : 5 morts (dont un garçon de 13 ans et aussi le banquier Léon Finné) et un blessé (l'avocat Jean-Paul Macau). Cette attaque rapporta à ses auteurs 2 511 103 BEF (62 249 €)[18].
3. Supermarché Delhaize à Alost, province de Flandre-Orientale, Belgique, samedi 9 novembre 1985 : 8 morts, 9 blessés ; vol de 737 777 BEF (18 289 €)[19].

Total : 28 morts, 22 blessés et un butin de 6 à 7 millions de francs belges (= 148 736 à 173 525 €).

#### 1985: une forte différence de butin(s) financier(s) selon différentes sources officielles
- Braine-l'Alleud : 200 000 et 776 000[17] francs belges (entre 4 958 et 19 237 €).
- Overijse : 991 103 et 2 511 103[18] francs belges (entre 24 569 et 62 249 €).
- Alost : 737 777[19] et 937 777 francs belges (entre 18 289 et 23 249 €).

## Suspects
Trois portraits robots ont été établis des tueurs principaux et constants, apparaissant dans la totalité des grandes attaques : « le Tueur » « le Géant » et « le Vieux ».
De nombreuses personnes ont été suspectées dans cette affaire, en tant qu'auteurs, que commanditaires potentiels ou que complices.
David Van de Steen évoque dans son livre avoir reconnu, sur une photo de l'hebdomadaire Humo, en présence de son grand-père qui avait laissé le magazine sur la table de la cuisine, Patrick Haemers, un célèbre criminel belge encore vivant à l'époque. Une vérification (page 179) aurait eu lieu et aurait déterminé qu'au moment des faits du Delhaize d'Alost (le 9 novembre 1985, vers 19 h 37), Patrick Haemers se serait trouvé en prison. Vérifications contestées par l'auteur du livre.
Plusieurs personnes ont identifé Christiaan Bonkoffsky sur le portrait-robot n°19 correspondant au « Géant ». Le frère de Christiaan Bonkoffsky confie aux enquêteurs en 2017 que celui-ci a avoué deux ans plus tôt, sur son lit de mort, son rôle dans les tueries du Brabant.

## Fin des braquages
Les enquêteurs estiment qu'il est possible que la bande ait cessé ses attaques après le braquage d'Alost parce que l'un de ses membres (« le Tueur ») aurait été mortellement blessé. En effet, lors de cette attaque, le policier Eddy Nevens, instructeur de tir à la police d'Alost, certifie avoir touché un des truands. Des témoins, entendus par la cellule d'enquête longtemps après les faits, en avril et mai 2003, révélèrent que, le soir même de l'attaque d'Alost, ils avaient vu deux individus debout à côté d'un corps allongé près d'une voiture de type Golf. C'est alors seulement qu'on a su que c'était le long de la route qui traverse le bois de la Houssière et on a supputé qu'il pouvait s'agir de membres de la bande avec leur complice touché par le policier. On peut déduire de cette révélation que les témoins ne se sont pas approchés, sinon ils auraient connu le sort funeste des autres victimes de la bande. Celle-ci s'est ensuite évanouie dans la nature, peut-être, comme les enquêteurs l'ont pensé, après que les bandits eurent enterré leur complice.
Or le bois de la Houssière avait déjà révélé des vestiges suspects, dont une carcasse incendiée de voiture Golf (du même type que la voiture utilisée par les tueurs lors de leur dernière attaque à Alost). Aussi des fouilles furent-elles effectuées en plusieurs endroits du bois dans l'espoir de retrouver un corps à une distance allant jusqu'à 80 mètres de la route qui traverse le bois, mais ces recherches n'ont pas abouti.
En janvier 2009 à Élouges, d'autres fouilles visant à retrouver des armes ont permis de découvrir, par hasard, des ossements humains qui dataient en fait de l'époque mérovingienne. Aucun rapport, dès lors, avec les tueurs du Brabant.

## Différentes pistes et thèses
Plusieurs pistes ont été suivies, mais sans permettre jusqu'à présent d'élucider l'affaire. Un des éléments les plus troublants est que la violence des attaques (surtout les faits de l'automne 1985) est sans commune mesure avec la relative modestie du butin.
Le procureur du Roi de Nivelles affirmait, à l'époque, être convaincu que les auteurs étaient une bande de « prédateurs », des braqueurs tuant quiconque se mettait en travers de leur passage, sans aucune autre raison que le profit matériel.
De nombreuses pistes ont été envisagées :
- une bande influencée et menée par un psychopathe (« le tueur ») dissimulant des massacres gratuits en braquages ;
- le grand banditisme (simples braquages), thèse adoptée par les enquêteurs de la PJ de l'époque et reprise par Danièle Zucker, une psychothérapeute belge qui a rédigé un rapport sur les tueries en 2007[27] ;
- la « filière boraine »[28], thèse écartée malgré les aveux de certains de ses membres (par la suite rétractés). Leur motivation aurait dans ce cas été l'argent. Ils ont bénéficié d'un non-lieu par manque de preuves ;
- un chantage en rapport avec le crime organisé et un racket qu'aurait subi le Delhaize Group, notamment au travers de sa filiale nord-américaine Food Lion. Cette thèse a été professée par le député Albert Mahieu[29] ;
- la théorie des « cadavres exquis » : des crimes ciblés, visant des personnes bien précises, auraient été dissimulés dans un carnage général, en rapport avec l'affaire des ballets roses ou d'autres affaires politiques compromettantes, ou encore des règlements de compte et assassinats en rapport avec le milieu du banditisme, du secteur financier, etc. Cette piste concerne surtout les faits de 1983 ainsi qu'une des victimes, le banquier Léon Finné abattu lors de l'attaque de 1985 ;
- le practical shooting : des amateurs de tirs sur cible auraient voulu passer à de véritables meurtres en tirant sur des personnes vivantes ;
- la "piste française", impliquant deux frères et criminels français, Xavier et Thierry Sliman[30],[31] ;
- il y a également eu de nombreuses thèses de liens avec d'autres affaires criminelles belges : le vol d'armes à l'ESI, l'affaire Mendez, l'affaire Goffinon, l'affaire Vernaillen, le Meurtre de la champignonnière, l'affaire Ertrijckx, les affaires Souleïman, l'incendie du journal Pour et l'affaire Westland New Post ;
- une thèse a exploré une piste politique dans la perspective d'une tentative de coup d’État. Selon cette vision, les ravages de la bande étaient destinés à favoriser l'installation d'un pouvoir politique fort fondé sur le renforcement de la gendarmerie et de l'armée. La population belge était, en effet, très critique devant l'incapacité des forces de l'ordre à empêcher les tueries. D'autant plus que, à l'époque, une bande de terroristes d'extrême gauche, se présentant comme les CCC (Cellules communistes combattantes), commettaient divers attentats à l'explosif. Les menaces pesant sur la population auraient été délibérément organisées pour justifier l'installation d'un pouvoir fort présenté comme seul capable de mettre fin à la peur qui s'installait progressivement en Belgique. Pour justifier cette thèse, d'aucuns ont invoqué l'apparent professionnalisme des tueurs et des terroristes dont les agissements paraissaient inspirés directement de méthodes d'attaques enseignées à l'armée, comme le repli par échelons. Il se serait agi, en fait, d'opérations de commando camouflées. Certains éléments donnent d'ailleurs à penser que la bande des tueurs a pu profiter d'informations privilégiées, notamment parce que, malgré un quadrillage de zone installé par les gendarmes et la police, tous les plans de sécurité étaient toujours déjoués et l'on a supputé que c'était le résultat de complicités au sein des forces de l'ordre, ce qui expliquerait que les auteurs des faits n'ont pas été arrêtés. Certains se basent donc sur ces éléments pour défendre la thèse d'un complot qui aurait visé à déstabiliser l'État belge, voire d'autres pays d'Europe occidentale en relation avec des faits terroristes survenus en France et en Italie. On a notamment accusé le groupe néo-nazi Westland New Post (alias WNP), infiltré par un inspecteur de la Sûreté de l'État et manipulant des services de sécurité officiels belges ou étant manipulé par ces derniers, selon les versions. On a aussi pensé à d'(ex-)gendarmes et militaires liés de près ou de loin à l'extrême droite et cherchant, en créant la peur dans la population, à susciter un mouvement d'opinion soutenant un renforcement de l'appareil répressif de l'État par le développement des moyens légaux d'enquête de la gendarmerie et de la police, ainsi que de leur armement[32]. Cette hypothèse évoque un lien des tueurs avec l'organisation Gladio et les réseaux stay-behind, des structures clandestines de l'OTAN chargées de résister à une éventuelle invasion soviétique et dont certains membres auraient fini par dévier vers le banditisme. Quant aux attentats de l'extrême gauche révolutionnaire qui se produisirent à cette époque, ils renforçaient la thèse politique, puisque, par des tracts, ce mouvement, inconnu jusque-là, les Cellules communistes combattantes (CCC), annonçaient vouloir combattre l’État et le capitalisme. Les membres des CCC seront finalement arrêtés mais aucune preuve n'a été trouvée pour prouver qu'ils auraient été, eux aussi, manipulés pour accentuer le climat de peur régnant en Belgique ;
- un règlement de comptes dans le milieu des grandes surfaces. Hypothèse évoquée par Christian Souris, dans Pourquoi Pas ? ; octobre 1985.

## Cellule d'enquête
L'enquête sur les tueries du Brabant reste ouverte plusieurs décennies après les faits. En 2015, une cellule d'enquête spécialisée, la « Cellule Brabant Wallon », est toujours active au sein de la Police judiciaire fédérale de Jumet. La société Delhaize offre une récompense de 250 000 € et la justice garantit l’anonymat à toute personne fournissant des informations permettant l’identification et l’arrestation des auteurs.
En 2009, une analyse des armes repêchées dans le canal Bruxelles-Charleroi en novembre 1986 révèle qu'elles n’y ont pas séjourné une année entière, suggérant ainsi une manipulation destinée à brouiller l’enquête.
En 2014, Jean-Marie Tinck, un homme de 66 ans interpellé à Montpellier, est placé sous mandat d’arrêt le 16 mai,. Il est cependant libéré le 10 juillet sans aucune charge retenue contre lui, bien qu'il demeure inculpé.
En 2015, le gouvernement belge modifie la législation sur la prescription des crimes graves, portant le délai de 30 à 40 ans afin de permettre la poursuite de l’enquête. Ainsi, la prescription, initialement prévue pour le 9 novembre 2015, est repoussée au 9 novembre 2025,.
Le 23 octobre 2017, une nouvelle piste émerge lorsqu'un témoin affirme que son frère, Christiaan Bonkoffsky, ancien membre d’un corps d’élite de la gendarmerie belge, le Groupe Diane, et décédé depuis, lui aurait confié sur son lit de mort être « le Géant », l'un des principaux suspects des tueries.
En 2018, une loi sur les repentis est adoptée afin d’encourager d’éventuels témoins à collaborer avec la justice,.
Le 6 novembre 2019, l’avocat Jef Vermassen, représentant des familles de victimes, met en garde contre le risque de clôture définitive de l'enquête si aucun procès d’assises n’est organisé dans les deux années suivantes.
Le 8 janvier 2020, plusieurs médias rapportent que la juge d’instruction chargée du dossier a ordonné un prélèvement ADN massif. Plusieurs centaines de personnes, dont l’identité est apparue à un moment donné dans l’enquête, sont invitées à se soumettre à ces tests, notamment trois anciens dirigeants du Front de la Jeunesse, un groupe d’extrême droite dissout dans les années 1980.
En mars 2024, une nouvelle réforme judiciaire rend l’affaire imprescriptible en raison de la gravité des crimes. Cependant, le 28 juin 2024, le parquet fédéral et la juge d'instruction annoncent qu’aucun nouvel acte d’enquête ne peut être posé et que l’enquête judiciaire est, au moins provisoirement, clôturée.

### Filmographie

#### Cinéma

##### Fiction
- 2017 : Tueurs réalisé par François Troukens et Jean-François Hensgens.
- 2018 : Ne tirez pas réalisé par Stijn Coninx.

#### Télévision

##### Documentaires
- 1986 : Temps présent, Les mystérieux tueurs fous de Paul Seban, diffusé sur la Télévision suisse romande
- 1994 : Au nom de la loi - Tueries du Brabant : le point sur l'enquête réalisé par Michel Renard.
- 2001 : Les tueurs fous du Brabant réalisé par Patrick Volson.
- 2007 : Dossier Noir, Les tueurs du Brabant, diffusé sur la Une (RTBF).
- 2014 : Devoir d'enquête, Spéciale tueries du Brabant, diffusé sur la Une (RTBF).
- 2020 : Investigation, Tueurs du Brabant: la piste française, diffusé sur la Une (RTBF)

### Série télévisée
- 2023 : 1985 de Willem Wallyn.

### Podcast
- 2023 : Les tueurs du Brabant, Série de podcasts en 8 épisodes réalisée par Vivacité (RTBF), disponible sur la plateforme RTBF Auvio

### Album inspiré de l’affaire
- Témérité militaire des tueurs insanes, compilation avec Giscard le Survivant, Davduf,Le Vieux Thorax, LAAG sur le netlabel belge Antisocial en 2007[43].